# Alice Volpi
Alice Volpi (Siena, 15 de abril de 1992) es una deportista italiana que compite en esgrima, especialista en la modalidad de florete.
Participó en dos Juegos Olímpicos de Verano, obteniendo dos medallas en la prueba por equipos, bronce en Tokio 2020 (junto con Martina Batini, Arianna Errigo y Erica Cipressa) y plata en París 2024 (con Arianna Errigo, Martina Favaretto y Francesca Palumbo).
Ganó nueve medallas en el Campeonato Mundial de Esgrima entre los años 2017 y 2025, y doce medallas en el Campeonato Europeo de Esgrima entre los años 2016 y 2025.
En los Juegos Europeos obtuvo tres medallas, dos en Bakú 2015, oro individual y bronce por equipo, y una de oro en Cracovia 2023 (por equipo).

## Palmarés internacional
| Juegos Olímpicos   | Juegos Olímpicos      | Juegos Olímpicos  | Juegos Olímpicos    |
| Año                | Lugar                 | Medalla           | Prueba              |
| ------------------ | --------------------- | ----------------- | ------------------- |
| 2020               | Tokio (Japón)         | Medalla de bronce | Florete por equipos |
| 2024               | París (Francia)       | Medalla de plata  | Florete por equipos |
| Campeonato Mundial |                       |                   |                     |
| Año                | Lugar                 | Medalla           | Prueba              |
| 2017               | Leipzig (Alemania)    | Medalla de oro    | Florete por equipos |
| 2017               | Leipzig (Alemania)    | Medalla de plata  | Florete individual  |
| 2018               | Wuxi (China)          | Medalla de oro    | Florete individual  |
| 2018               | Wuxi (China)          | Medalla de plata  | Florete por equipos |
| 2019               | Budapest (Hungría)    | Medalla de plata  | Florete por equipos |
| 2022               | El Cairo (Egipto)     | Medalla de oro    | Florete por equipos |
| 2023               | Milán (Italia)        | Medalla de oro    | Florete individual  |
| 2023               | Milán (Italia)        | Medalla de oro    | Florete por equipos |
| 2025               | Tiflis (Georgia)      | Medalla de bronce | Florete por equipos |
| Juegos Europeos    |                       |                   |                     |
| Año                | Lugar                 | Medalla           | Prueba              |
| 2015               | Bakú (Azerbaiyán)     | Medalla de oro    | Florete individual  |
| 2015               | Bakú (Azerbaiyán)     | Medalla de bronce | Florete por equipos |
| 2023               | Cracovia (Polonia)    | Medalla de oro    | Florete por equipos |
| Campeonato Europeo |                       |                   |                     |
| Año                | Lugar                 | Medalla           | Prueba              |
| 2016               | Toruń (Polonia)       | Medalla de plata  | Florete por equipos |
| 2017               | Tiflis (Georgia)      | Medalla de oro    | Florete por equipos |
| 2017               | Tiflis (Georgia)      | Medalla de bronce | Florete individual  |
| 2018               | Novi Sad (Serbia)     | Medalla de oro    | Florete por equipos |
| 2018               | Novi Sad (Serbia)     | Medalla de bronce | Florete individual  |
| 2019               | Düsseldorf (Alemania) | Medalla de bronce | Florete individual  |
| 2019               | Düsseldorf (Alemania) | Medalla de bronce | Florete por equipos |
| 2022               | Antalya (Turquía)     | Medalla de oro    | Florete por equipos |
| 2022               | Antalya (Turquía)     | Medalla de bronce | Florete individual  |
| 2023               | Plovdiv (Bulgaria)    | Medalla de bronce | Florete individual  |
| 2024               | Basilea (Suiza)       | Medalla de oro    | Florete por equipos |
| 2025               | Génova (Italia)       | Medalla de oro    | Florete por equipos |